# لانه (فیلم ۱۹۲۷)
لانه (انگلیسی: The Nest) فیلمی در ژانر درام به کارگردانی ویلیام نای است که در سال ۱۹۲۷ منتشر شد. از بازیگران آن می‌توان به پالین فردریک اشاره کرد.